# Robert Gray
Robert Gray (Tiverton, 10 maggio 1755 – luglio 1806) è stato un navigatore ed esploratore statunitense famoso per due suoi viaggi lungo la costa pacifica dell'America del Nord, tra il 1790 ed il 1793, che anticipò il commercio marittimo delle pelli nella regione.
Nel corso dei suoi viaggi Gray esplorò parte della costa e, nel 1790, completò la prima circumnavigazione statunitense del globo. Forse il suo successo più famoso fu la scoperta del fiume Columbia nel 1792, durante il suo secondo viaggio.
La gioventù e la vecchiaia di Gray sono abbastanza oscure. Nacque a Tiverton, Rhode Island, e potrebbe aver prestato servizio nella Continental Navy durante la guerra d'indipendenza americana. Dopo i suoi due famosi viaggi, passò la carriera a fare il capitano, soprattutto su un mercantile nell'Atlantico. Questo comprende quello che viene considerato il suo terzo viaggio lungo la costa nordoccidentale, terminato con la cattura della sua nave da parte dei corsari francesi nel corso della quasi-guerra e col comando di una nave corsara statunitense durante lo stesso conflitto. Gray morì in mare nel 1806, nei pressi di Charleston, forse a causa della febbre gialla. Molti luoghi lungo la costa dell'Oregon e di Washington ne portano il nome, così come numerose scuole della zona.

## Biografia
Robert Gray nacque a Tiverton, nel Rhode Island, il 10 maggio 1755, figlio di William Gray. Si conosce poco della sua gioventù.

### Viaggio lungo la costa pacifica nordoccidentale del 1787-1790

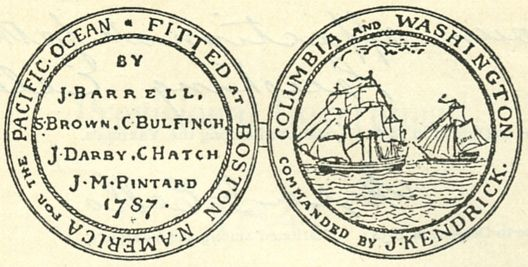
Medaglia coniata in occasione del viaggio di Gray e Kendrick

Il 30 settembre 1787 Robert Gray e John Kendrick salparono da Boston su due navi, con l'intento di commerciare lungo la costa settentrionale del Pacifico. Erano stati inviati da alcuni mercanti di Boston tra cui Charles Bulfinch. Bulfinch e gli altri finanziatori erano decisi a comprare pelli lungo la costa dell'America del Nord portandole in Cina, dopo che Bulfinch aveva letto di un'identica missione di James Cook che aveva avuto successo. Bulfinch aveva letto il Journals di Cook, pubblicato nel 1784, che in parte trattava la sua vendita di pelli di lontra marina a Canton. In precedenza, i commercianti statunitensi come Robert Morris avevano mandato navi a commerciare con la Cina, soprattutto la Empress of China nel 1784, avendo però problemi a trovare beni che i cinesi volessero acquistare. Il fatto che Bulfinch avesse saputo del successo di Cook con le pelli risolse il problema, tanto che i mercanti della Nuova Inghilterra avrebbero potuto commerciare con la Cina con successo. Gray potrebbe essere stato il primo statunitense a visitare la costa nordoccidentale, anche se Simon Metcalfe della Eleanora potrebbe esservi giunto prima, forse addirittura un anno prima.
Durante il viaggio di Kendrick e Gray il carico delle navi era composto da tovaglie, coltelli, barre di ferro ed altri beni. Entrambe le navi avevano lettere ufficiali del Congresso e passaporti del Massachusetts per il loro viaggio. Kendrick e Gray doppiarono Capo Horn all'estremità meridionale dell'America meridionale, facendo prima tappa a Capo Verde ed alle isole Falkland nell'oceano Atlantico. A gennaio, dopo aver doppiato Capo Horn, le navi si imbatterono in una tempesta che le divise danneggiando la Columbia Rediviva. Il danno obbligò Kendrick a dirigersi verso il porto più vicino, Juan Fernandez. Juan Fernandez era un porto spagnolo controllato dal comandante Don Blas Gonzalez. Qui la Columbia venne riparata prima di poter ripartire diretta alla costa nordoccidentale. Nel frattempo Gray raggiunse la costa nell'agosto. Dopo aver raggiunto la costa, Gray si arenò nel tentativo di entrare in un fiume alla latitudine di 46° nord. Qui la nave fu attaccata dai nativi ed un membro dell'equipaggio morì prima di poter liberare la nave e ripartire verso nord. Il 17 settembre 1788 la Lady Washington con Gray al comando raggiunse la baia di Nootka.
La Columbia giunse poco dopo, ed entrambe passarono l'inverno presso la baia di Nootka. Si trovavano ancora in zona quando giunse Esteban José Martínez all'inizio di maggio del 1789, per rivendicare la sovranità spagnola. Ben presto giunsero molte navi mercantili britanniche e scoppiò un conflitto tra spagnoli e britannici che portò alla crisi di Nootka, conclusasi con una guerra tra le due nazioni. Martínez prese il possesso di molte navi, tra cui la Princess Royal. Le due navi statunitensi furono lasciate da sole, nonostante Martínez avesse catturato una terza nave statunitense, la Fair American, quando giunse alla baia di Nootka nell'autunno del 1789. Robert Gray fu testimone dell'incidente di Nootka.

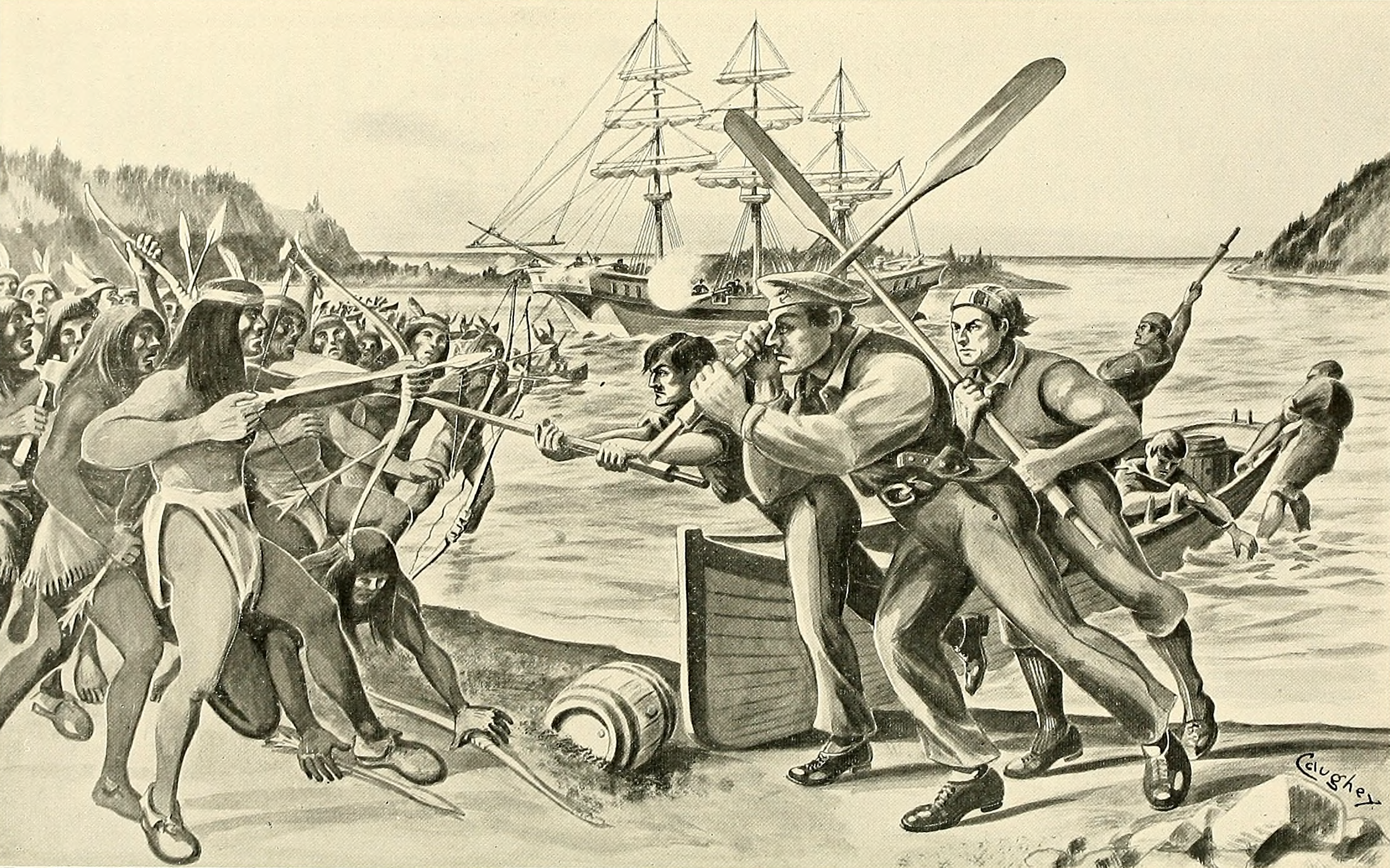
Gli uomini di Gray combattono i nativi americani nei pressi della baia di Tillamook

Durante il commercio lungo la costa degli attuali Columbia Britannica, Washington, Oregon e California, i due esplorarono numerose baie e corsi d'acqua interni. Nel 1788 Gray incontrò il capitano inglese John Meares. In seguito Meares pubblicò resoconti e mappe del Pacifico nordoccidentale comprendendo un viaggio di Robert Gray in un grande mare interno immaginario tra lo stretto di Juan de Fuca e l'entrata Dixon. Quando George Vancouver chiese a Gray informazioni in merito nel 1792, Gray disse di non aver mai effettuato un tale viaggio.
Nel 1788 Gray tentò di entrare in un grande fiume, ma non ci riuscì a causaa delle maree; si trattava probabilmente del fiume Columbia. All'inizio del viaggio Gray capitanava la Lady Washington e Kendrick la Columbia Rediviva, ma i due capitani si scambiarono i vascelli durante il viaggio. Dopo lo scambio Kendrick rimase lungo la costa dell'America del Nord, acquistando pelli, mentre Gray partì verso la Cina con le pelli già ottenute, fermandosi alle isole Sandwich durante il tragitto. Gray giunse a Canton all'inizio del 1790 vendendo il proprio carico in cambio di moltissimo tè. Gray proseguì verso ovest, attraversando l'oceano Indiano, doppiando il capo di Buona Speranza ed attraversando l'Atlantico fino ad arrivare a Boston il 9 agosto 1790. Per questo la Columbia divenne il primo vascello statunitense a circumnavigare il globo. Nonostante il successo commerciale fu limitato, Gray fu accolto festosamente a Boston per aver compiuto la circumnavigazione. Assieme a Gray c'erra un nativo delle Hawaii vestito con abiti tradizionali, il quale aveva chiesto un passaggio alla Columbia. Gray partecipò ad una cerimonia tenuta in suo onore dal governatore John Hancock.
Durante questo viaggio a Kendrick e Gray era stato chiesto di acquistare più terra possibile dai nativi della regione. Kendrick lo fece in almeno due occasioni, compreso quando il 5 agosto 1791 acquistò 46 km² alla latitudine di 49°50′N, quando Gray aveva già completato il proprio viaggio.
Il successo riscosso dal viaggio permise a Gray di organizzare subito un nuovo viaggio lungo la costa pacifica, a sole sei settimane dal ritorno. Un altro effetto fu che altri mercanti della Nuova Inghilterra iniziarono mandare le proprie navi oltremare, compreso l'invio della Hope nel settembre 1790 comandata da Joseph Ingraham, primo ufficiale di Gray durante il suo primo viaggio. Nel giro di pochi anni molti mercanti Yankee furono coinvolti nel continuo commercio di pelli con la Cina, e nel 1801 16 vascelli statunitensi percorrevano questa rotta triangolare. Le attività mercantili portarono a controversie riguardo alla sovranità territoriale di altre nazioni, soprattutto Spagna e Russia. I commerci furono usati per rivendicare la sovranità statunitense sull'Oregon, limitando a California e Alaska le rispettive pretese di Spagna e Russia.

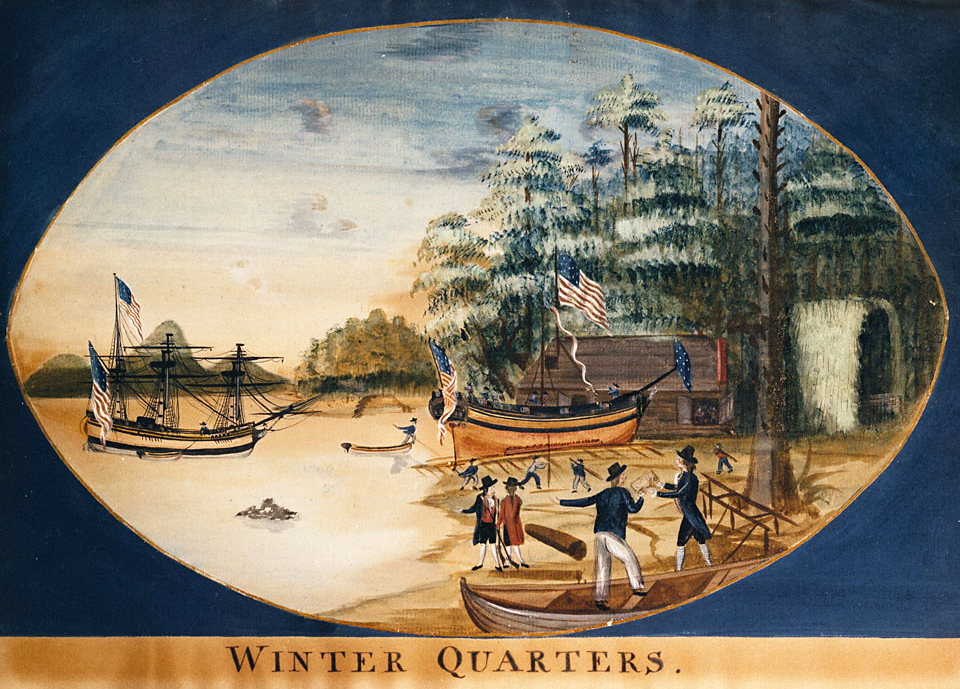
Winter Quarters, stabiliti da Gray e dall'equipaggio della Columbia Rediviva ad Adventure Cove, Clayoquot Sound; dipinto del 1793 circa, di George Davidson

### Ritorno sulla costa pacifica nordoccidentale nel 1790-1793
Gray salpò nuovamente per la costa nordoccidentale a bordo della Columbia il 28 settembre 1790, raggiungendo la destinazione nel 1792. Gray e Kendrick si riunirono per un certo periodo di tempo, dopo il ritorno di Gray nella regione. Durante questo viaggio Gray, nonostante fosse ancora un mercante privato, navigava col permesso scritto degli Stati Uniti d'America firmato dal presidente George Washington. Gray giunse alla baia di Nootka il 5 giugno 1791 e passò l'inverno in una fortezza che costruirono e chiamarono Fort Defiance. Durante questo inverno l'equipaggio costruì uno sloop da 45 tonnellate chiamato Adventure, varato in primavera ed assegnato al primo ufficiale di Gray, Robert Haswell. Durante questo viaggio navigò verso nord fino alle isole Regina Carlotta.
Quando giunse aprile Gray e la Columbia si diresse a sud mentre la Adventure partì verso nord. Dopo aver passato l'inverno sull'isola di Vancouver, Gray ripartì il 2 aprile 1792 dalla trading post di Clayoquot. Alla partenza Gray ordinò la distruzione del villaggio Nuu-chah-nulth (Nootka) di Opitsitah (Opitsaht). L'attacco fu una rappresaglia per gli insulti che pensava di aver subito ed in risposta alle voci di una ribellione nei confronti dei suoi uomini organizzata dai nativi locali e da un hawaiano del suo equipaggio. Il complotto potrebbe essere stato vero, ma potrebbe essersi basato su un fraintendimento. Il villaggio di Opitsaht, composto da circa 200 case, era un "bel villaggio, frutto del lavoro di molto tempo" secondo l'ufficiale di Gray, John Boit, e fu "in poco tempo distrutto". Fortunatamente era disabitato al momento della distruzione. John Boit, che tenne un proprio diario, scrisse che Gray aveva permesso alle proprie emozioni di andare troppo oltre. Nel 2005 i discendenti di Gray chiesero formalmente scusa per la distruzione di Opitsaht.
Gray ordinò molti altri attacchi durante il viaggio del 1792. Nel maggio del 1792 Gray ordinò di attaccare un villaggio Chicklisaht Nuu-chah-nulth nell'Esperanza Inlet o nel Nasparti Inlet a nord della baia di Nootka, uccidendo sette nativi e rubando loro le pelli di lontra di mare. I Chicklisaht portarono i propri feriti al porto spagnolo della baia di Nootka chiedendo al comandante, Bodega y Quadra, di punire Gray. Questo attacco giunse dopo una rottura dei negoziati. Il prezzo delle pelli delle lontre di mare era cresciuto notevolmente dalla fine degli anni 1780. Gray fu uno dei molti capitani che decisero di usare la forza per ottenere le pelli. Alla fine del 1792, a Grays Harbor, il capitano Gray sparò su ujn gruppo di Chinook uccidendone 20. In seguito, sempre nella baia di Clayoquot, Gray uccise o ferì almeno 25 nativi che si avvicinavano alla sua nave durante la notte su canoe da guerra. Combatté un gruppo di Kwakiutl alla fine del 1792.
Durante il viaggio del 1792 a bordo della Columbia Rediviva, Gray avvistò acque fangose giungere dalla costa e decise di controllare se avessero trovato il "Grande Fiume dell'Ovest". Mentre era in attesa dei venti favorevoli, il 29 aprile Gray si scambiò saluti con una nave che avvistò. Si trattava della HMS Discovery comandata dal britannico George Vancouver. I due capitani si incontrarono e discussero la geografia della costa: Gray parlò a Vancouver del grande fiume in cui aveva cercato di entrare nel 1788, ma Vancouver dubitò dell'esistenza di un fiume tanto grande ad una tale latitudine. Gray proseguì verso sud, abbandonando lo stretto di Juan de Fuca il 30 aprile 1792, acquistando altre pelli quando la nave salpò. Il 7 maggio condusse la Columbia nella baia di Grays Harbor, a Washington. Gray gli aveva dato il nome di Bullfinch Harbor, ma fu Vancouver a cambiarne il nome.

#### Navigazione del fiume Columbia

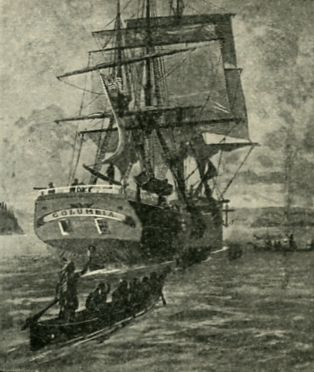
Schizzo della Columbia Rediviva sul fiume che ne porta il nome

Gray si diresse poi a sud fino a quelle che sospettava essere la foce di un grande fiume, cercando un punto di ingresso. L'11 maggio i suoi uomini scoprirono quello che era stato avvistato, ed egli ordinò ad una piccola barca a vela di cercare un passaggio sicuro tra i bassi fondali. Alla fine, la sera dell'11 maggio 1792, gli uomini di Gray trovarono un canale sicuro permettendo la navigazione nell'estuario del fiume Columbia. Una volta entrati risalirono il fiume, e Gray chiamò questo grande fiume Columbia dal nome della sua nave.
Dopo essere entrati nel Columbia incontrarono molti nativi americani a bordo delle proprie canoe, mentre l'equipaggio si apprestava a raccogliere acqua dolce. Nave ed equipaggio risalirono il fiume per circa 20 km commerciando chiodi in cambio di pelli, salmoni e carne animale per nove giorni. Oltre a dare il nome al fiume, Gray battezzò altri territori come Adams Point e Cape Hancock. Molti di questi luoghi sono poi stati ribattezzati in seguito. Il punto di massima avanzata lungo il fiume per Gray è oggi noto come Grays Bay, ed il fiume che vi si immette è il Grays. Questi nomi non furono dati dallo stesso Gray, ma da William Broughton,tenente di George Vancouver, che esplorò il Columbia nell'ottobre del 1792. Robert Gray aveva mappato la baia e la foce del fiume, ed una copia fu acquistata da Vancouver.
Il successo di Gray nel navigare il fiume avrebbe rappresentato la base delle rivendicazioni statunitensi sull'Oregon. Il 20 maggio Gray si allontanò dal Columbia, dirigendosi a nord per incontrarsi con lo sloop Adventure prima di partire per la Cina.

#### Nella baia di Nootka
Il 22 luglio 1792 Gray entrò con la Columbia nella baia di Nootka accompagnato dalla Hope di Ingraham. Juan Francisco de la Bodega y Quadra era presente come comandante del locale insediamento spagnolo. Bodega stava aspettando l'arrivo di George Vancouver in modo da poter stipulare la prima convenzione di Nootka. Bodega era deciso a cedere l'intera impresa a Vancouver, ma durante l'attesa iniziò a cambiare opinione. Durante l'estate Bodega aveva iniziato a capire che non solo John Meares aveva esagerato molto le proprie perdite nel corso della crisi di Nootka, ma anche che stava commerciando illegalmente con le navi britanniche usando la bandiera del Portogallo. Quando Gray e Ingraham giunsero a Nootka, Vancouver era ancora in viaggio. Bodega colse l'opportunità per chiedere agli statunitensi se gli potessero fornire la loro versione degli eventi del 1789 che portarono alla crisi di Nootka. Ingraham rispose dettagliatamente alla lettera di Bodega. Scrisse: "dato che conoscevo ogni dettaglio, il capitano Gray voleva che rispondessi ed avremmo poi firmato entrambi".
Secondo la lettera firmata da Ingraham e Gray, Meares aveva mentito riguardo agli eventi del 1789. Le navi portoghesi, disse Ingraham, erano in realtà navi britanniche che si spacciavano pe portoghesi. La "casa" che Meares diceva di aver costruito a Nootka, e che viene citata esplicitamente nella convenzione di Nootka, ear solo una "rozza capanna", costruita ed abbattuta nel 1788. Nel 1789, quando giunsero gli spagnoli, "non c'erano resti di nessuna casa". La convenzione di Nootka afferma che la Spagna aveva preso possesso degli edifici e che questi avrebbero dovuto essere resi alla Gran Bretagna. Inoltre, Ingraham scrisse che Meares non aveva acquistato la terra da Maquinna, come invece affermava. Circa l'arresto di James Colnett da parte di Esteban José Martínez, Ingraham e Gray scrissero che Colnett aveva insultato e minacciato Martínez, e che Colnett aveva puntato la propria spada contro Martínez, giustificando così il suo arresto. La lettera si chiudeva con una dichiarazione di amicizia.
Bodega fu felice di ricevere il racconto di Ingraham e Gray. Quando Vancouver giunse, Bodega usò il racconto ed altre tattiche per obbligare Vancouver ad uno stallo diplomatico dopo l'inizio dei negoziati. Se non fosse stato per la lettera di Ingraham e Gray, e per il ritardo di Vancouver, Bodega avrebbe probabilmente consegnato l'intero avamposto spagnolo di Nootka ai britannici. Invece Bodega offrì solo la piccola baia in cui Meares aveva costruito la propria capanna nel 1789. Vancouver non poté accettarlo. Alla fine i due accettarono di passare i negoziati ai rispettivi governi. Come risultato l'insediamento di Nootka rimase spagnolo per molti anni, finché la terza convenzione di Nootka non portò all'abbandono del porto da parte di entrambi.
Mentre Gray si trovava nella baia di Nootka, Bodega gli fornì una piccola casa nelle vicinanze. Gray vi abitò finché non ripartì da Nootka. Inoltre Bodega fece riparare la Columbia da calafati, fabbri e falegnami spagnoli. Bodega fornì anche cibo fresco, come vegetali e pane caldo, ogni giorno. Quando Gray e Ingraham partirono, gli fu dato molto cibo come salmoni, maiale, uova, burro, pane, vino, brandy e molta insalata. Bodega rifiutò qualsiasi pagamento per il proprio servizio. Ingraham scrisse sul suo diario, "Considerando la parte del mondo in cui ci troviamo, penso che si tratti di un regalo molto bello. Durante il soggiorno non è passato neanche un giorno senza che qualsiasi nave che passasse dal porto ricevesse l'ospitalità di Don Juan".
A settembre ripartirono molte delle navi che avevano visitato la baia di Nootka, compresa la Columbia di Gray e la Adventure. Anche Bodega ripartì a bordo della Activa. Bodega e Gray si incontrarono poco dopo la partenza ed accettarono di recarsi a Neah Bay dove, nell'ultima settimana di settembre, Bodega acquistò da Gray la Adventure. In seguito Gray condusse la Columbia nello stretto di Juan de Fuca fino a Port San Juan (oggi Port Renfrew), dove vennero effettuati gli ultimi preparativi per il lungo viaggio attraverso il Pacifico. Gray partì dall'America del Nord il 3 ottobre 1792, giungendo alle Hawaii il 29 ottobre ed a Macao l'8 dicembre.

### Ritorno a Boston
A Canton Gray scambiò nuovamente il suo carico per del tè prima di ripartire verso ovest diretto alla costa atlantica degli Stati Uniti d'America. Gray tornò a Boston nel luglio 1793, dopo aver circumnavigato nuovamente il globo. Il 3 febbraio 1794 si sposò con Martha Atkins, con una cerimonia tenuta a Boston dal reverendo John Eliott. La coppia ebbe cinque figli.

### Ruolo nella quasi-guerra
Nella parte conclusiva della sua carriera Gray fu coinvolto nella guerra franco-statunitense detta quasi-guerra del 1798–1800, un conflitto navale non dichiarato legato alle guerre napoleoniche.
Il 10 settembre 1798 Gray salpò da Salem al comando della Alert per un altro viaggio commerciale lungo la costa nordoccidentale, dove sperava di passare uno o due anni prima di ripartire per Canton. Il viaggio fu interrotto dalla cattura della nave di Gray nell'Oceano Atlantico meridionale da parte di un corsaro francese. La Alert fu catturata da La Republicaine il 17 novembre, circa 800 km ad est di Rio de Janeiro, poi condotta dallo stesso Gray al porto spagnolo di Montevideo, sul Río de la Plata, dove giunse il 14 dicembre. Qui la Alert ed il suo carico furono venduti come bottino dei francesi. La Alert lasciò il porto l'11 gennaio con un equipaggio spagnolo diretto al Pacifico. Gray tornò negli Stati Uniti d'America e proseguì la propria carriera da navigatore.
Nel 1799 Gray comandò la nave corsara Lucy in lotta con i francesi. La Lucy era una nave con 12 cannoni ed un equipaggio di 25 uomini.

### Ultimi viaggi e morte
Il 21 novembre 1800 Gray partì da Boston al comando della scuna James, con un carico di zavorre in ferro e pietre, diretto a Rio de Janeiro dove giunse il 18 aprile 1801.  Effettuò in seguito anche viaggi in Inghilterra e negli Stati Uniti meridionali. Gray morì in mare nel 1806, nei pressi di Charleston (Carolina del Sud). Si crede che la causa della morte fosse la febbre gialla. Lasciò una moglie e quattro figli, che poi chiesero al Congresso degli Stati Uniti d'America una pensione governativa a causa dei suoi viaggi e per il fatto che era stato ufficiale della Continental Navy durante la guerra d'indipendenza americana.

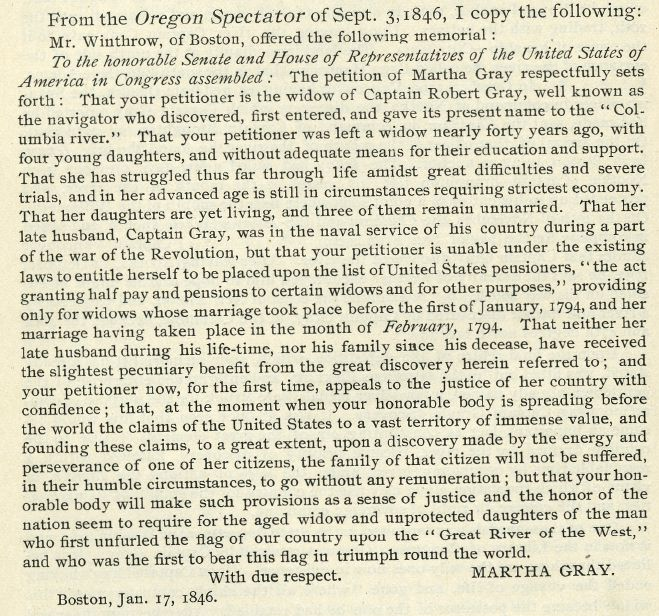
Petizione di Martha Gray al Congresso

## Retaggio
Gray non pubblicò le proprie scoperte sul fiume Columbia, né le altre lungo la costa del Pacifico. Fu il capitano Vancouver a renderle note in Inghilterra assieme alle sue esplorazioni, e ad assegnare a Gray il meritato credito. In quel periodo queste scoperte di Gray non lo resero particolarmente famoso. Le opportunità commerciali di cui Gray fu pioniere (rispetto agli statunitensi) furono presto seguite da altri mercanti della Nuova Inghilterra, col risultato che i nativi della costa nordoccidentale iniziarono a chiamare gli statunitensi "uomini di Boston". Gli sforzi fatti da Gray per risalire il Columbia furono poi usati dagli Stati Uniti d'America per sostenere le proprie rivendicazioni sull'Oregon. I rivali britannici chiamarono la parte più meridionale della zona contesa Columbia District, dal nome fiume scelto da Gray. Il Columbia District diede alla fine il nome alla colonia del XIX secolo Columbia Britannica. Quando questa colonia si unì al Canada nel 1871, divenne l'attuale provincia della Columbia Britannica.

### Luoghi che portano il suo nome

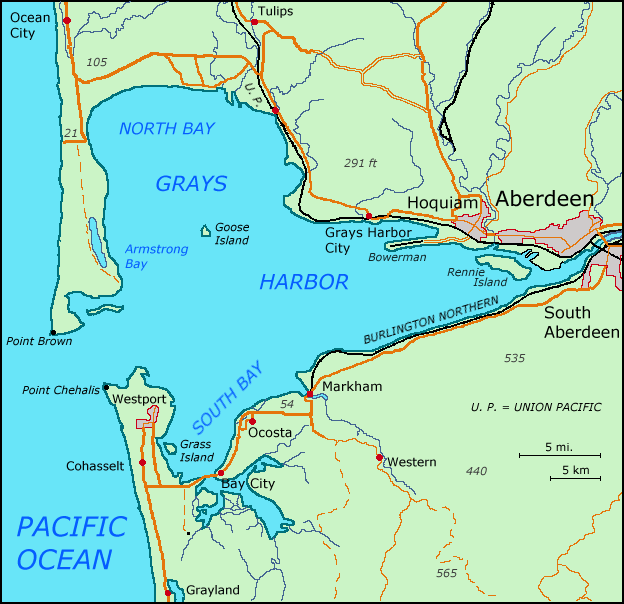
Mappa di Grays Harbor a Washington

- Grays Harbor e contea di Grays Harbor a Washington
- Grays Bay, sulla costa settentrionale dell'estuario del Columbia
- Grays Point, ad ovest di Grays Bay
- Fiume Grays, immissario del Columbia, che si immette nella Grays Bay
- Grays River (Washington), piccolo villaggio lungo l'omonimo fiume
- Robert Gray Avenue a Tiverton
- Robert Gray Middle School a Portland
- Robert Gray Middle School a Tacoma
- Captain Robert Gray Elementary a Astoria
- Robert Gray Elementary School a Aberdeen
- Robert Gray Elementary School a Longview
- Robert Gray Elementary School a Pasco